# Crabbea hirsuta
Crabbea hirsuta là một loài thực vật có hoa trong họ Ô rô. Loài này được Harv. mô tả khoa học đầu tiên năm 1842.